# Gran Premio motociclistico Città di Imola 1996
Il Gran Premio motociclistico Città di Imola 1996 fu il dodicesimo appuntamento del motomondiale 1996. Fu la prima edizione di questo Gran Premio, si svolse il 1º settembre 1996 sull'Autodromo Enzo e Dino Ferrari di Imola e vide la vittoria di Mick Doohan su Honda nella classe 500, di Ralf Waldmann nella classe 250 e di Masaki Tokudome nella classe 125.

## Classe 500
Con la prova di Imola venne tagliato il traguardo dei 500 gran premi nella classe regina dalla prima gara disputata in occasione del Tourist Trophy 1949.
La gara venne interrotta al 16º giro su 24 a causa di un temporale.

### Arrivati al traguardo
| Pos. | Nº | Pilota              | Squadra                 | Motocicletta  | Giri | Tempo     | Griglia | Punti |
| ---- | -- | ------------------- | ----------------------- | ------------- | ---- | --------- | ------- | ----- |
| 1    | 1  | Mick Doohan         | Repsol Honda            | Honda         | 16   | 29:40.732 | 1       | 25    |
| 2    | 4  | Àlex Crivillé       | Repsol Honda            | Honda         | 16   | +0.104    | 5       | 20    |
| 3    | 6  | Tadayuki Okada      | Repsol Honda            | Honda         | 16   | +2.286    | 7       | 16    |
| 4    | 12 | Jean-Michel Bayle   | Marlboro Yamaha Roberts | Yamaha        | 16   | +10.041   | 2       | 13    |
| 5    | 9  | Norifumi Abe        | Marlboro Yamaha Roberts | Yamaha        | 16   | +12.232   | 3       | 11    |
| 6    | 3  | Luca Cadalora       | Kanemoto Honda          | Honda         | 16   | +12.366   | 4       | 10    |
| 7    | 11 | Scott Russell       | Lucky Strike Suzuki     | Suzuki        | 16   | +15.473   | 6       | 9     |
| 8    | 7  | Alex Barros         | Honda Pileri            | Honda         | 16   | +16.328   | 9       | 8     |
| 9    | 41 | Shin'ichi Itō       | Repsol Honda            | Honda         | 16   | +18.499   | 10      | 7     |
| 10   | 10 | Kenny Roberts Jr    | Marlboro Yamaha Roberts | Yamaha        | 16   | +18.810   | 11      | 6     |
| 11   | 24 | Carlos Checa        | Fortuna-Honda-Pons      | Honda         | 16   | +20.592   | 8       | 5     |
| 12   | 17 | Alberto Puig        | Fortuna-Honda-Pons      | Honda         | 16   | +37.194   | 12      | 4     |
| 13   | 22 | Lucio Pedercini     | Team Pedercini          | ROC Yamaha    | 16   | +51.547   | 16      | 3     |
| 14   | 15 | Doriano Romboni     | IP Aprilia Racing       | Aprilia       | 16   | +1:00.108 | 15      | 2     |
| 15   | 23 | Eugene McManus      | Millar Racing           | Yamaha        | 16   | +1:01.792 | 20      | 1     |
| 16   | 19 | Sean Emmett         | Harris Grand Prix       | Harris Yamaha | 16   | +1:21.254 | 19      |       |
| 17   | 51 | Jean Pierre Jeandat | Team Paton              | Paton         | 16   | +1:36.087 | 24      |       |
| 18   | 66 | Marco Papa          | Team Paton              | Paton         | 14   | +2 giri   | 27      |       |

### Ritirati
| Nº | Pilota            | Squadra                | Motocicletta  | Giri | Griglia |
| -- | ----------------- | ---------------------- | ------------- | ---- | ------- |
| 13 | Jeremy McWilliams | Qub Team Optimum       | ROC Yamaha    | 14   | 17      |
| 27 | Frédéric Protat   | Soverex FP Racing      | ROC Yamaha    | 12   | 23      |
| 96 | Paul Young        | Padgetts Racing        | Harris Yamaha | 10   | 26      |
| 26 | Terry Rymer       | Lucky Strike Suzuki    | Suzuki        | 7    | 14      |
| 18 | James Haydon      | W.C.M.                 | ROC Yamaha    | 4    | 21      |
| 65 | Loris Capirossi   | Marlboro Yamaha Rainey | Yamaha        | 3    | 13      |
| 14 | Adrian Bosshard   | ELC Lease Roc          | ROC Yamaha    | 3    | 25      |
| 8  | Juan Borja        | Elf 500 Roc            | ELF 500       | 1    | 18      |
| 44 | Chris Walker      | Elf 500 Roc            | ELF 500       | 0    | 22      |

### Non qualificato
| Nº | Pilota          | Squadra   | Motocicletta |
| -- | --------------- | --------- | ------------ |
| 64 | Andrea Zambotti | RTM Corse | RTM          |

## Classe 250

### Arrivati al traguardo
| Pos. | Nº | Pilota                   | Squadra                 | Motocicletta | Giri | Tempo     | Griglia | Punti |
| ---- | -- | ------------------------ | ----------------------- | ------------ | ---- | --------- | ------- | ----- |
| 1    | 3  | Ralf Waldmann            | HB Honda Germany        | Honda        | 23   | 44:02.620 | 10      | 25    |
| 2    | 19 | Olivier Jacque           | Chesterfield Elf Tech 3 | Honda        | 23   | +4.770    | 2       | 20    |
| 3    | 10 | Tōru Ukawa               | Benetton Honda          | Honda        | 23   | +5.298    | 4       | 16    |
| 4    | 11 | Jürgen Fuchs             | HB Honda Germany        | Honda        | 23   | +24.132   | 3       | 13    |
| 5    | 34 | Marcellino Lucchi        | FGF Guidotti            | Aprilia      | 23   | +24.404   | 6       | 11    |
| 6    | 7  | Luis d'Antín             | MX Onda-S.S.P. Comp.    | Honda        | 23   | +37.644   | 12      | 10    |
| 7    | 26 | Takeshi Tsujimura        | F.C.C. Technical Sports | Honda        | 23   | +42.854   | 18      | 9     |
| 8    | 12 | Jurgen van den Goorbergh | M.Q.P. Racing           | Honda        | 23   | +47.826   | 11      | 8     |
| 9    | 41 | Jamie Robinson           | Docshop Racing          | Aprilia      | 23   | +52.416   | 16      | 7     |
| 10   | 25 | Davide Bulega            | Team Italia             | Aprilia      | 23   | +59.142   | 15      | 6     |
| 11   | 15 | Gianluigi Scalvini       | Team Pileri             | Honda        | 23   | +1:01.610 | 23      | 5     |
| 12   | 18 | Roberto Locatelli        | Nastro Azzurro Aprilia  | Aprilia      | 23   | +1:01.786 | 22      | 4     |
| 13   | 30 | José Luis Cardoso        | Sherry Repsol Aprilia   | Aprilia      | 23   | +1:02.000 | 21      | 3     |
| 14   | 20 | Luca Boscoscuro          | Scuderia AGV            | Aprilia      | 23   | +1:04.224 | 20      | 2     |
| 15   | 9  | Yasumasa Hatakeyama      | F.C.C. T.S. Penguin     | Honda        | 23   | +1:07.722 | 19      | 1     |
| 16   | 29 | Osamu Miyazaki           | Edo Racing              | Aprilia      | 23   | +1:08.290 | 14      |       |
| 17   | 22 | Oliver Petrucciani       | Mohag Aprilia           | Aprilia      | 23   | +1:08.710 | 13      |       |
| 18   | 16 | Sete Gibernau            | Axo San Patrignano      | Honda        | 23   | +1:08.836 | 26      |       |
| 19   | 68 | Franco Battaini          | Edo Racing              | Aprilia      | 23   | +1:13.476 | 25      |       |
| 20   | 28 | Christophe Cogan         | Team AJP                | Honda        | 23   | +1:13.526 | 28      |       |
| 21   | 69 | Giuseppe Fiorillo        | Nuovo racing Team M3    | Aprilia      | 23   | +1:22.800 | 30      |       |
| 22   | 67 | Roberto Rolfo            | Team Italia             | Aprilia      | 23   | +1:32.978 | 29      |       |
| 23   | 96 | José Barresi             | Marlboro Venemotos      | Yamaha       | 22   | +1 giro   | 32      |       |

### Ritirati
| Nº | Pilota               | Squadra                 | Motocicletta | Giri | Griglia |
| -- | -------------------- | ----------------------- | ------------ | ---- | ------- |
| 1  | Max Biaggi           | Chesterfield Aprilia    | Aprilia      | 10   | 1       |
| 31 | Tetsuya Harada       | Marlboro Yamaha Rainey  | Yamaha       | 10   | 24      |
| 27 | Sebastián Porto      | PR2 Aprilia YPF-Esco    | Aprilia      | 7    | 27      |
| 71 | Filippo Cotti        | Team Italia             | Aprilia      | 5    | 33      |
| 6  | Nobuatsu Aoki        | Rheos Molenaar Racing   | Honda        | 3    | 7       |
| 5  | Jean-Philippe Ruggia | Chesterfield Elf Tech 3 | Honda        | 2    | 5       |
| 23 | Christian Boudinot   | Promoto Sport           | Aprilia      | 2    | 31      |
| 14 | Eskil Suter          | Mohag Aprilia           | Aprilia      | 0    | 17      |
| 55 | Régis Laconi         | Tecmas Grand Prix       | Honda        | 0    | 9       |
| 8  | Cristiano Migliorati | Axo San Patrignano      | Honda        | 0    | 8       |

## Classe 125

### Arrivati al traguardo
| Pos. | Nº | Pilota               | Squadra                 | Motocicletta | Giri | Tempo     | Griglia | Punti |
| ---- | -- | -------------------- | ----------------------- | ------------ | ---- | --------- | ------- | ----- |
| 1    | 7  | Masaki Tokudome      | Ditter Plastic          | Aprilia      | 21   | 42:47.711 | 5       | 25    |
| 2    | 3  | Emilio Alzamora      | Cepsa Effeuno Matteoni  | Honda        | 21   | +0.374    | 4       | 20    |
| 3    | 55 | Jorge Martínez       | Airtel-Aspar            | Aprilia      | 21   | +1.220    | 1       | 16    |
| 4    | 72 | Garry McCoy          | Scuderia Alfa Bieffe    | Aprilia      | 21   | +3.581    | 8       | 13    |
| 5    | 46 | Valentino Rossi      | Scuderia AGV            | Aprilia      | 21   | +8.925    | 2       | 11    |
| 6    | 8  | Tomomi Manako        | UGT Europa              | Honda        | 21   | +15.196   | 12      | 10    |
| 7    | 26 | Ivan Goi             | Cepsa Effeuno Matteoni  | Honda        | 21   | +17.475   | 13      | 9     |
| 8    | 14 | Yoshiaki Katō        | Yamaha Kurz             | Yamaha       | 21   | +24.575   | 15      | 8     |
| 9    | 15 | Manfred Geissler     | Marlboro-Aprilia-Eckl   | Aprilia      | 21   | +27.519   | 11      | 7     |
| 10   | 23 | Frédéric Petit       | Team RMS                | Honda        | 21   | +29.605   | 20      | 6     |
| 11   | 12 | Noboru Ueda          | Docshop Racing          | Honda        | 21   | +31.021   | 10      | 5     |
| 12   | 2  | Kazuto Sakata        | Krona-Aprilia           | Aprilia      | 21   | +39.332   | 14      | 4     |
| 13   | 24 | Jaroslav Huleš       | Team Pileri             | Honda        | 21   | +40.450   | 19      | 3     |
| 14   | 5  | Dirk Raudies         | HB Team Raudies         | Honda        | 21   | +47.489   | 23      | 2     |
| 15   | 11 | Herri Torrontegui    | Axo San Patrignano      | Honda        | 21   | +47.967   | 18      | 1     |
| 16   | 4  | Akira Saito          | Docshop Racing          | Honda        | 21   | +55.443   | 24      |       |
| 17   | 37 | Paolo Tessari        | Team Pileri             | Honda        | 21   | +55.669   | 25      |       |
| 18   | 17 | Darren Barton        | Ditter Plastic          | Aprilia      | 21   | +55.862   | 16      |       |
| 19   | 88 | Ángel Nieto Jr       | Airtel-Aspar            | Aprilia      | 21   | +1:03.588 | 27      |       |
| 20   | 21 | Andrea Ballerini     | Team Italia             | Aprilia      | 21   | +1:13.158 | 31      |       |
| 21   | 27 | Gabriele Debbia      | Biesse Semprucci Debbia | Yamaha       | 21   | +1:14.440 | 17      |       |
| 22   | 97 | Andrea Zappa         | Team Italia             | Aprilia      | 21   | +1:14.453 | 30      |       |
| 23   | 94 | Luigi Ancona         | Team Elit               | Honda        | 21   | +1:14.782 | 26      |       |
| 24   | 95 | Ivan Cremonini       | Team B.N.T.             | Honda        | 21   | +1:27.373 | 28      |       |
| 25   | 96 | Maurizio Cucchiarini | Team Elit               | Honda        | 20   | +1 giro   | 29      |       |

### Ritirati
| Nº | Pilota            | Squadra               | Motocicletta | Giri | Griglia |
| -- | ----------------- | --------------------- | ------------ | ---- | ------- |
| 19 | Yōichi Ui         | Yamaha Kurz           | Yamaha       | 12   | 9       |
| 13 | Lucio Cecchinello | Honda Team GP3        | Honda        | 8    | 7       |
| 10 | Peter Öttl        | Marlboro-Aprilia-Eckl | Aprilia      | 7    | 6       |
| 1  | Haruchika Aoki    | Rheos Molenaar Racing | Honda        | 6    | 32      |
| 35 | Loek Bodelier     | Mobil 1-TNT-LB Racing | Honda        | 6    | 22      |
| 36 | Josep Sarda       | Mobil 1-TNT-LB Racing | Honda        | 5    | 21      |

### Non partito
| Nº | Pilota           | Squadra                | Motocicletta | Griglia |
| -- | ---------------- | ---------------------- | ------------ | ------- |
| 6  | Stefano Perugini | Nastro Azzurro Aprilia | Aprilia      | 3       |